# Javier Solana
Javier Solana Madariaga, španski fizik in politik, * 14. julij 1942, Madrid, Španija.
Javier Solana je bivši Visoki predstavnik za skupno zunanjo in varnostno politiko (CSFP) in bivši Generalni sekretar tako Sveta Evropske unije kot tudi Zahodnoevropske unije (WEU). Položaj generalnega sekretarja desetih stalnih članic Zahodnoevropske unije je prevzel novembra 1999. Po poklicu je fizik, nato je bil 13 let v vladi Felipeja Gonzalesa politični minister, od leta 1995 do 1999 pa je služboval kot generalni sekretar NATA.

## Življenjepis
Od oktobra 1999 je služil kot Visoki predstavnik Evropske unije. Leta 2004 je bil imenovan za ministra Evropske unije za zunanje zadeve v času uveljavitve Evropske ustave leta 2009. Ratifikacija ustave ni uspela, v skladu z Reformno pogodbo pa se je spremenil tudi naziv položaja. Solana nove vloge ni sprejel in se je namesto tega umaknil iz aktivne evropske politike.